# Vyškov
Vyškov település Csehországban, Vyškovi járásban. Vyškov Rostěnice-Zvonovice, Topolany, Radslavice, Prusy-Boškůvky, Březina, Hlubočany, Drnovice, Pustiměř, Luleč, Ježkovice, Krásensko, Křižanovice u Vyškova és Podomí településekkel határos. Lakosainak száma 20 498 fő (2024. január 1.).

## Népesség
A település lakosságának változását az alábbi diagram mutatja:
| Lakosok száma | 4802 | 11 921 | 12 432 | 12 413 | 18 330 | 21 391 | 21 250 | 20 883 | 20 304 | 20 498 |
|               | 1869 | 1900   | 1921   | 1961   | 1980   | 2011   | 2016   | 2019   | 2021   | 2024   |